# Amerikaans voetbalkampioenschap 1912/13
In 1912/13 werd het elfde seizoen van de National Association Football League gespeeld. West Hudson AA werd voor de vijfde maal kampioen.

## Eindstand
| Plaats | Club                 | Wed. | W  | G | V  | Ptn |
| ------ | -------------------- | ---- | -- | - | -- | --- |
| 1.     | West Hudson AA       | 18   | 13 | 2 | 3  | 28  |
| 2.     | Paterson True Blues  | 19   | 13 | 3 | 3  | 29  |
| 3.     | Paterson Wilberforce | 19   | 12 | 3 | 4  | 27  |
| 4.     | Jersey AC            | 18   | 10 | 3 | 5  | 23  |
| 5.     | Kearny Scots         | 17   | 7  | 2 | 8  | 16  |
| 6.     | Newark Caledonians   | 18   | 6  | 3 | 9  | 15  |
| 7.     | Bronx United         | 17   | 7  | 0 | 10 | 14  |
| 8.     | Paterson Rangers     | 17   | 5  | 2 | 10 | 12  |
| 9.     | Newark FC            | 13   | 3  | 2 | 8  | 8   |
| 10.    | Brooklyn Field Club  | 16   | 2  | 0 | 14 | 4   |